# 愛知県立丹羽高等学校
愛知県立丹羽高等学校（あいちけんりつにわこうとうがっこう）は、愛知県丹羽郡扶桑町にある公立の高等学校。

## 概要
学校自体は扶桑町に位置するが、敷地を境界線が横切っているためグラウンドは隣の丹羽郡大口町に位置する。

## 沿革
- 1974年（昭和49年）
  - 愛知県立犬山高等学校において入学者選抜学力検定を実施。
  - 4月：開校。
- 1975年（昭和50年）：校歌・校旗発表会を行う。
- 1976年（昭和51年）：校歌詩碑建立除幕式を行う。
- 1978年（昭和53年）：校舎竣工記念式典を挙行。
- 1986年（昭和61年）：校訓碑完成。
- 1987年（昭和62年）：彫像「魂の肖像」の除幕式を行う。
- 1988年（昭和63年）：時計塔完成。
- 1992年（平成4年）：カツラ植樹。
- 2004年（平成16年）：公式ホームページを開設。

## 校訓
- 自律・独創・剛健

## 教育目標
自らを厳しく律し、向学心に燃え、独創性のある、たくましく健康な、ゆとりある社会人の育成をめざす。　　　　

## 部活動・同好会

### 運動部
- 硬式野球
- ハンドボール
- テニス
- バレーボール
- サッカー
- 陸上競技
- 水泳
- 卓球
- バスケットボール
- バドミントン
- 剣道
- 弓道
- ソフトボール

### 文化部
- 報道
- 吹奏楽
- 茶華道

### 同好会
- 美術書道
- 舞台芸術

## アクセス
- 名鉄犬山線 扶桑駅下車、徒歩で約20分。

## 卒業生
- 藤川政人（参議院議員、元財務副大臣、元総務大臣政務官、元自由民主党愛知県連会長、3回生）
- 鯖瀬武（第11代扶桑町長、3回生）
- 明日香（歌手、6回生）
- 山田宗樹（作家、8回生）
- 土屋修平（プロボクサー、29回生）
- 中澤沙耶（女流棋士 、39回生）